# Nyctibatrachus
Nyctibatrachus é um género de anfíbio anuro pertencente família Nyctibatrachidae.

## Espécies
- Nyctibatrachus aliciae Inger, Shaffer, Koshy et Bakde, 1984.
- Nyctibatrachus beddomii (Boulenger, 1882).
- Nyctibatrachus deccanensis Dubois, 1984.
- Nyctibatrachus humayuni Bhaduri et Kripalani, 1955.
- Nyctibatrachus hussaini Krishnamurthy, Reddy et Gururaja, 2001.
- Nyctibatrachus kempholeyensis (Rao, 1937).
- Nyctibatrachus major Boulenger, 1882.
- Nyctibatrachus minor Inger, Shaffer, Koshy et Bakde, 1984.
- Nyctibatrachus sanctipalustris Rao, 1920.
- Nyctibatrachus sylvaticus Rao, 1937.
- Nyctibatrachus vasanthi Ravichandran, 1997.
- Nyctibatrachus webilla Garg S, Suyesh R, Sukesan S & Biju S., 2017